# Вулиця Нова (Чернігів)
Нова Вулиця у Чернігові (колишня Бидлогонна, Вигонна) — вулиця в історичному районі міста. Вулиця тягнеться від вул. Підвальної (підніжжя Валу) до вул. Крайньої і пішохідного мосту через Десну.

## Історія вулиці

### Район Кавказ
У ХІІІ ст. на місці сучасного району Кавказ знаходився Поділ — район проживання найбідніших чернігівців, що будували напівземлянки і займались землеробством і скотарством. Конкретно на місці Нової вулиці житлових будівель майже не було через близькість русла тодішнього Стрижня. На цьому місці були поля, куди виганяли худобу.
Після входження Гетьманської України до складу Московського царства (1654 р.) Поділ отримав назву Московської (пізніше Солдатської) слободи, адже тут спершу розселили гарнізон московських солдат. На першій карті Чернігова — Абрисі Чернігівському (1706 р.) вже зображено забудову району.
А у ХІХ ст. район назвали Кавказом. За місцевими переказами назва пішла від того, що в районі оселились колишні полонені горці, які воювали проти Російської Імперії.
Протягом ХІХ ст. тут з'явились пристань пароплава, затим перший міст через Десну і шосе до Києва, а у 1891 р. — залізниця. Через це Кавказ став воротами в місто і дуже людним районом.

### Поява вулиці

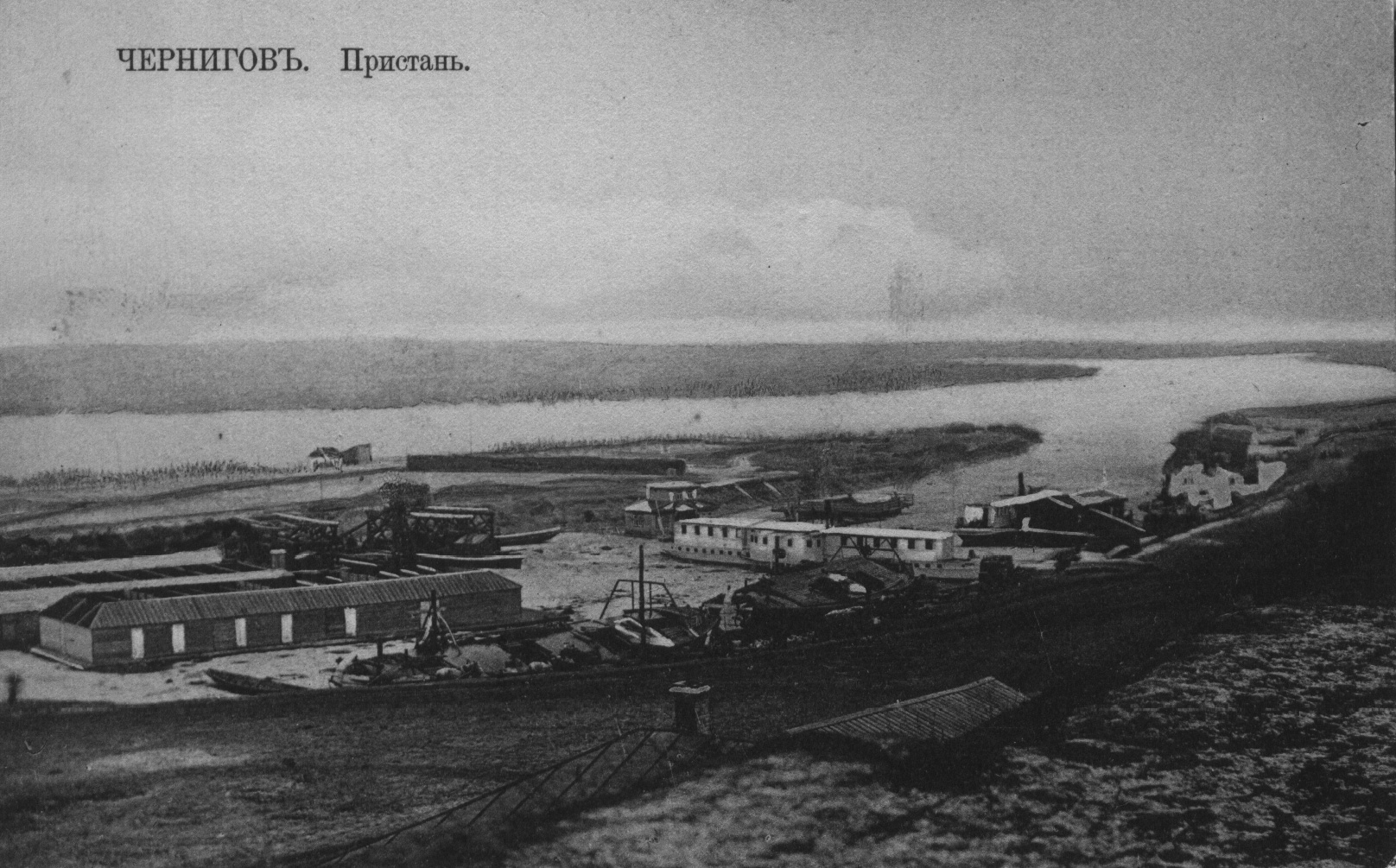
Пристань Чернігова

До середини ХІХ ст. місцевість вулиці використовувалась під вигон худоби (як тоді казали — бидла), тому з появою вулиці, її назвали Бидлогонною. Вулиця ще була мало забудована (лише поблизу Валу) і була шляхом на пристань, до якої з 1835 р. ходив пароплав.
Від 16.11.1894 р. міська дума вирішила продавати вільні землі в районі. Відтоді почалась забудова вулиці.
На мапі Чернігова 1908 р. вулиця вже позначена як Вигонна. А в ході програми перейменувань вулиць Чернігова (1921 р.) назву змінили на сучасну.
До появи дамби на Стрижні вулиця постійно затоплювалась. На деяких будинках досі є позначки рівня води під час повенів. Через це жителів околиці Вигонної (Нової) вулиці містяни в жарт називали задрипанцями, а околицю — Задрипанським районом, бо на вулиці постійно збирались лужі і грязюка і місцеві постійно ходили у брудних штанях і чоботях.
Після Другої Світової війни вулицю заасфальтували.